# Reacción de Flood
La reacción de Flood consiste en la formación de halogenuros de trialquilsililo a partir hexaalquildisiloxanos empleando ácido sulfúrico concentrado en presencia de haluros de amonio. Otra alternativa es el tratamiento de sulfatos de sililo con cloruro de hidrógeno en presencia de sulfato de amonio: